# Olympische Winterspiele 2006/Teilnehmer (Liechtenstein)
| Gelbes Symbol für Goldmedaillen mit stilisierten Olympischen Ringen | Graues Symbol für Silbermedaillen mit stilisierten Olympischen Ringen | Braundes Symbol für Bronzemedaillen mit stilisierten Olympischen Ringen |
| ------------------------------------------------------------------- | --------------------------------------------------------------------- | ----------------------------------------------------------------------- |
| —                                                                   | —                                                                     | —                                                                       |

Liechtenstein nahm an den Olympischen Winterspielen 2006 im italienischen Turin mit einer Delegation von zwei Athletinnen und drei Athleten teil.

## Flaggenträger
Die alpine Skirennläuferin Jessica Walter trug die Flagge Liechtensteins während der Eröffnungsfeier.

## Teilnehmer nach Sportarten

### Ski alpin
- Marco Büchel
Abfahrt, Männer: 7. Platz – 1:50,04 min
- Claudio Sprecher
Abfahrt, Männer: 35. Platz – 1:53,34 min
Alpine Kombination, Männer: 32. Platz – 3:24,08 min
Super G, Männer: Ausgeschieden
- Jessica Walter
Slalom, Damen: 32. Platz – 1:35,10 min
- Tina Weirather
Abfahrt, Damen: Ausgeschieden

### Ski nordisch
- Markus Hasler